# Noctuelle baignée
Agrotis ipsilon
Espèce
La Noctuelle ipsilon ou Noctuelle baignée, Agrotis ipsilon, est une espèce de lépidoptères, un Papillon de nuit de la famille des Noctuidae, de la sous-famille des Noctuinae et du genre Agrotis, à répartition cosmopolite.
La chenille, appelée « ver gris » est, pendant les premiers stades de développement larvaire, un ravageur de nombreuses plantes sauvages et cultivées.

## Dénomination
Agrotis ipsilon (Hufnagel, 1766).
Synonymes : Phalaena ipsilon (Hufnagel, 1766), Noctua suffusa (Schiffermüller, 1775).
Noms vernaculaires : La Noctuelle baignée, ou « noctuelle ipsilon », est aussi appelée « noctuelle du maïs » en France ; elle se nomme Dark Sword Grass en anglais, Ypsiloneule en allemand.
La chenille d' Agrotis ipsilon, appelée « ver gris » en France ou « ver-gris noir » au Canada (black cutworm en anglais), est suivie par les services d'avertissement agricoles car elle constitue un ravageur sporadique de diverses cultures, notamment de maïs,.
Sous-espèce : Agrotis ipsilon aneituma (Walker, 1865)

## Description
La Noctuelle baignée est marron et beige avec des ailes antérieures marron marquées d'une zone claire et une tache claire prolongée d'un triangle noir et des ailes postérieures beige.
Les antennes du mâle sont pectinées sur leur demi-longueur.

### Chenille
La chenille est grise ornée de quatre points noirs sur chaque segment.

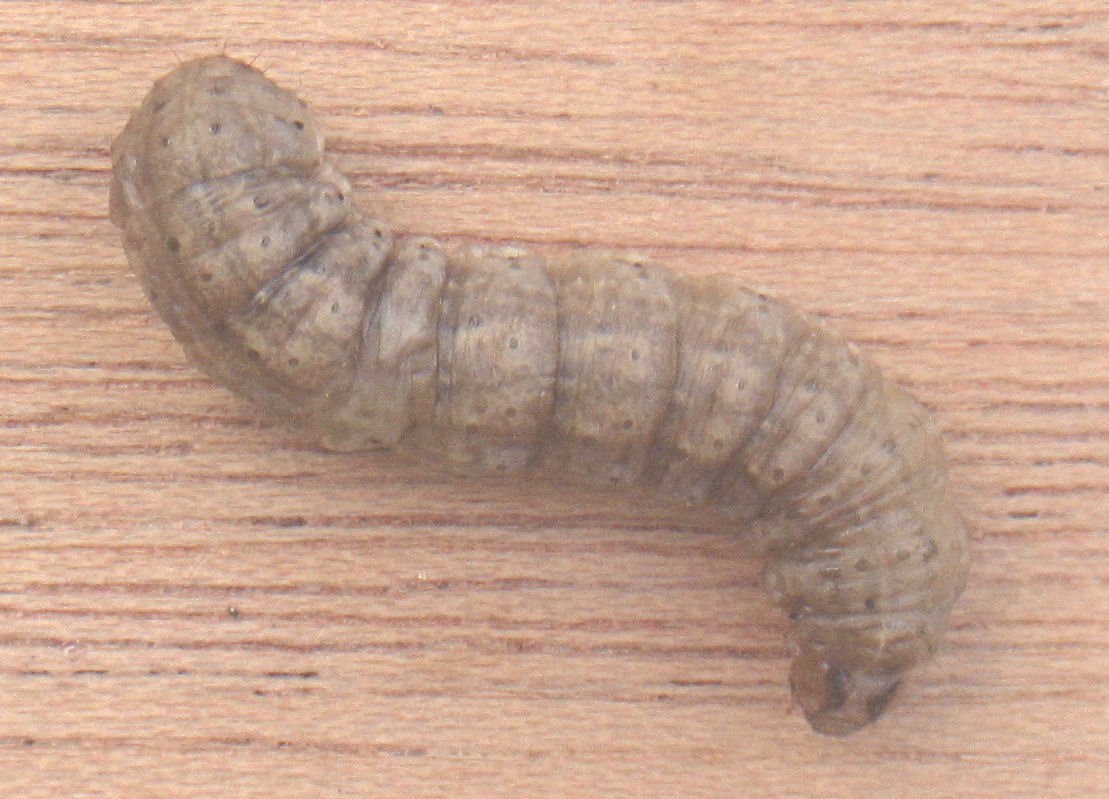
Chenille de Noctuelle baignée.

## Biologie
Elle vole à partir de mai-juin, pond et migre dès ce moment vers le nord. Une seconde génération est possible d'août à octobre. La migration retour vers le sud a lieu de fin juillet à septembre.

## Écologie et distribution
La Noctuelle baignée est présente dans toute l'Amérique du Nord, toute l'Europe, toute l'Asie et en Australie.
Elle est présente après migration en Angleterre.

## Plantes hôtes

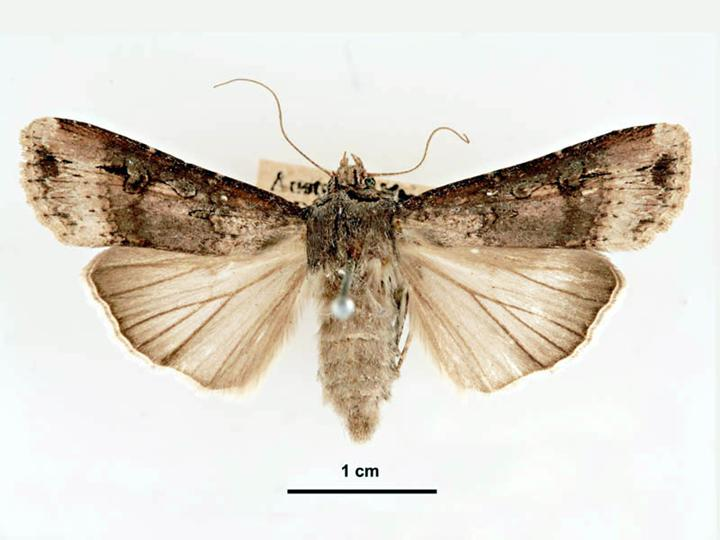
Agrotis ipsilon femelle

Les plantes hôtes sont les aubépines Crataegus, la pomme de terre Solanum tuberosum et surtout des graminées (ce qui fait qu'elle est peu appréciée par les gestionnaires de golfs dont elle peut endommager les gazons). La chenille, dans ses premiers stades larvaires, attaque aussi les jeunes plants de maïs.
La chenille de Noctuelle baignée est pour cette raison considérée par les agriculteurs et les surintendants de golfs comme un « ravageur ».
Des méthodes de lutte biologique ont été proposées et testées. Ces méthodes commencent à intéresser les surintendants de golfs, ainsi que la naturalité notamment depuis que des entomologistes ont  clairement montré  que les (ré)-introductions d'espèces locales nectarifères et pollinifères sont à moyen et long terme plus efficaces que les espèces annuelles mellifères exotiques jusqu’alors recommandées pour fournir du  nectar et du pollen aux « ennemis naturels des ravageurs du gazon ».